# Landbond (Oostenrijk)
De Landbond (Duits: Landbund), was een Oostenrijkse boerenpartij tijdens de Eerste Oostenrijkse Republiek.

## Geschiedenis
De Landbond werd in 1919 opgericht als Duitse Boerenpartij (Deutsche Bauernpartei) maar later werd de naam gewijzigd in Landbond (Landbund). De Landbond was een agrarische partij die haar aanhang vond onder vrijzinnige en Protestantse boeren uit Stiermarken, Karinthië en Opper-Oostenrijk. De partij was Groot-Duits en voorstander van een Anschluss met Duitsland. Voorts was de partij antimarxistisch en voorstander van een corporatieve ordening. De partij was vrij rechts maar wees de fascistische Heimwehr van de hand. Vanaf 1930 vormde de Landbond een verkiezingsalliantie met de Groot-Duitse Volkspartij (Großdeutsche Volkspartei), het zogenaamde "Nationaal Economisch Blok" (Nationales Wirtschaftsblock).
Van 1927 tot 1933 maakte de Landbond deel uit van de regering en leverde de vicekanselier of de minister van Binnenlandse Zaken. 
Na de afschaffing van de politieke partijen en de stichting van het Vaderlands Front (Vaterländische Front) door bondskanselier Engelbert Dollfuss traden veel oud-leden van het Landbond toe tot het Vaderlands Front. 
In de provisorische regering van 1945 had een lid van de Landbond zitting moeten nemen, maar de partij ging al spoedig op in de Oostenrijkse Volkspartij (Österreichische Volkspartei). Een deel van de oud-Landbonders sloot zich echter aan bij het Verbond van Onafhankelijken (Verband der Unabhängigen), de voorloper van de huidige Vrijheidspartij van Oostenrijk (Freiheitliche Partei Österreichs).

## Leidende politici
- Karl Hartleb (vicekanselier 1929-1930)
- Vinzenz Schumy (Landeshauptmann [gouverneur] van Karinthië 1923-1927)
- Franz Winkler (vicekanselier 1932/33)